# Fallout Shelter
Fallout Shelter là tựa game mô phỏng dưới dạng free-to-play được phát triển bởi hãng Bethesda Game Studios, với sự trợ giúp của Behaviour Interactive, và do Bethesda Softworks phát hành. Trò chơi này là một phần thuộc dòng game Fallout, đã được phát hành trên toàn thế giới cho thiết bị iOS vào tháng 6 năm 2015, cho thiết bị Android vào tháng 8 năm 2015, cho Microsoft Windows vào tháng 7 năm 2016 và Xbox One vào tháng 2 năm 2017. Nhiệm vụ của người chơi trong game là bắt đầu bằng việc xây dựng và quản lý Vault của chính mình, một kiểu hầm trú ẩn dành cho nhân loại sau chiến tranh hạt nhân.
Từ sau khi phát hành, Fallout Shelter đã nhận được hầu hết những lời bình phẩm tích cực. Giới phê bình rất thích thú sự mở rộng vũ trụ Fallout của trò chơi, lối chơi trọng tâm và phong cách trực quan của nó. Những lời chỉ trích chung bao gồm game thiếu chiều sâu, việc sử dụng các giao dịch vi mô không cần thiết và thiếu mất phần kết thúc. Vào ngày phát hành, Fallout Shelter đã trở thành tựa game có tổng số thu nhập cao thứ 3 trong App Store của iOS. Đến ngày 16 tháng 7 năm 2015, hai tuần sau khi phát hành, trò chơi đã kiếm được 5,1 triệu USD doanh thu bán vật phẩm ảo trong game.

## Lối chơi
Trong Fallout Shelter, người chơi phụ trách việc xây dựng và quản lý Vault như một Overseer – nhà lãnh đạo và người điều phối Vault của mình. Người chơi hướng dẫn và chỉ đạo các công dân của Vault, và cần giữ họ luôn được hạnh phúc thông qua việc đáp ứng nhu cầu cơ bản như điện, nước và thực phẩm. Họ đứng ra giải cứu các cư dân sống trên đất hoang và giao cho các công trình tạo nguồn tài nguyên khác trong Vault, qua việc sử dụng hệ thống chỉ số nhân vật SPECIAL từ các bản Fallout khác. Hồ sơ thông tin về SPECIAL của từng nhân vật sẽ ảnh hưởng đến khả năng tạo ra các nguồn tài nguyên khác nhau, và người chơi có thể gia tăng chỉ số của họ bằng cách huấn luyện họ trong các phòng dành riêng cho mỗi stat. Những cư dân này có thể thăng cấp theo thời gian, tăng cột máu của họ, và được cung cấp các vật dụng và vũ khí mới để thực hiện các nhiệm vụ khác nhau. Số lượng cư dân có thể tăng lên bằng cách chờ đợi những cư dân mới đến từ vùng đất hoang hoặc bằng cách ghép đôi một người đàn ông và một người đàn bà trong khu nhà ở để họ sinh con đẻ cái.
Cân bằng các nguồn tài nguyên thiết yếu như điện, nước và lương thực là một khía cạnh quan trọng của game. Nhiều phòng riêng biệt có thể được xây cất trong Vault, cung cấp các vật dụng khác nhau hoặc điểm thưởng thêm. Người chơi không phải trả tiền để tăng tốc thời gian hoặc quá trình lâu dài, thay cho tùy chọn ngay lập tức hoàn thành nhiệm vụ có nguy cơ thất bại thảm khốc – chẳng hạn như cháy hoặc lũ gián "radroach" xâm nhập căn cứ địa. Người chơi đôi khi được nhận thưởng bằng hộp đồ ăn trưa có chứa phần thưởng, chẳng hạn như vật dụng hoặc tài nguyên, có thể mua riêng qua các giao dịch vật phẩm ảo trong game.

## Phát triển
Trong một cuộc phỏng vấn năm 2009 với Engadget, trong khi nói về một tựa game Fallout mới dành cho iOS, Todd Howard của Bethesda nói rằng thế giới của Fallout "đủ lớn để có thể chuyển sang bất kỳ nền tảng nào", tiết lộ rằng một số thiết kế của một tựa game Fallout iOS đã được khởi xương và bị từ chối. Ngày 5 tháng 11 năm 2009, John Carmack, lúc đó làm việc tại hãng id Software, cho biết mặc dù chưa có thông tin gì là chính thức nhưng anh đã có một bằng chứng nội bộ về mẫu concept cho một tựa game Fallout iPhone. Carmack nói rằng đích thân anh có thể sẽ tham gia vào việc làm game này, dù vào thời điểm đó anh đang làm việc cho các dự án khác. Anh còn nói thêm rằng "ít nhất tôi sẽ cung cấp đoạn mã cho game." Theo Pete Hines, phó chủ tịch hãng Bethesda cho biết, trò chơi được lấy cảm hứng từ các tựa game khác như Little Computer People, Progress Quest, XCOM, SimCity và FTL: Faster Than Light.

## Phát hành
Fallout Shelter đã được Bethesda công bố trong buổi họp báo tại Electronic Entertainment Expo vào ngày 14 tháng 6 năm 2015, tại đây hãng đã xác nhận là tựa game free-to-play này sẽ được phát hành cho IOS cùng ngày. Trò chơi được phát triển với sự cộng tác của Behaviour Interactive, và được xây dựng bằng game engine Unity. Trò chơi cũng được phát hành cho thiết bị Android vào ngày 13 tháng 8 năm 2015, kèm theo một bản cập nhật lớn bổ sung thêm nhiều tính năng mới. Phiên bản PC của trò chơi đã được công bố tại buổi họp báo của Bethesda trước khi Electronic Entertainment Expo 2016 tổ chức vào ngày 12 tháng 6 năm 2016. Cả hai đều được tiết lộ sẽ xuất hiện vào tháng 7. Phiên bản PC được phát hành trên nền tảng Bethesda.net cùng với bản cập nhật vào ngày 14 tháng 7. Bethesda đã phát hành phiên bản Xbox One của Fallout Shelter vào ngày 7 tháng 2 năm 2017; bản này sẽ hỗ trợ Xbox Play Anywhere, cho phép đồng bộ dữ liệu và thành tích cho người dùng với Windows 10. Vào ngày 28 tháng 3 năm 2017, Bethesda phát hành phiên bản PC của tựa game này trên Steam.

## Đón nhận
Fallout Shelter nhận được những lời bình phẩm "hỗn tạp", theo trang web tổng hợp kết quả đánh giá Metacritic. Những người đánh giá thường thích thú lối chơi độc đáo, dù đã chỉ trích sự thiếu đi chiều sâu của nó. Harry Slater đến từ Pocket Gamer đã phát biểu, "Đây chưa hẳn là tựa game hậu tận thế tuyệt vời nhất, nhưng nếu bạn thích loại game bất chợt thì có rất nhiều thứ hay ho ở đây." Chris Carter đến từ Destructoid viết, "Tôi không muốn chơi nó mỗi ngày mãi mãi, nhưng nó chắc chắn đáng giá để tôi tiêu tốn thời gian vào đấy." Justin Davis của IGN đã đưa ra lời nhận xét "Fallout Shelter quá sức liều lĩnh cần một tập hợp các mục tiêu cuối game hoặc bồn chứa tài nguyên như mong đợi."
Phần hình ảnh trong game nhận được một số lời khen ngợi. Daniel Tack của Game Informer đã tóm lược phần hình ảnh "mang hương vị cái đẹp thẩm mỹ của Vault Boy." Chris Carter nhận xét rằng "về mặt hình ảnh, Fallout Shelter tỏ ra trực quan hơn nhiều so với hầu hết các game quản lý tài nguyên trên thị trường". Jason Faulkner của Gamezebo phát hiện ra phần đồ họa trông "ấn tượng", viết rằng "không chỉ những cư dân Vault dễ thương được thể hiện theo đúng phong cách sắc nét, chuẩn mực của Fallout, mà chính vault của nó cũng khá tuyệt vời." Giới phê bình đã có những ý kiến trái chiều về hoạt động giao dịch vật phẩm ảo trong game. Jeb Haught của Game Revolution đưa ra lời nhận xét, "khi tôi thêm lợi thế giao dịch vật phẩm ảo vào sự kết hợp hậu tận thế, kết quả sẽ tạo ra vị giác chua cay trong miệng của tôi". Daniel Tack tuyên bố rằng "tùy chọn cửa hàng tiền mặt trong một tựa game free-to-play thế này là is hoàn toàn không gây phiền hà và không cần thiết". Ngược lại, Justin Davis nói rằng "thực ra mọi yếu tố về lối chơi khác đều phải có được cách thức di động lỗi thời – bằng cách chờ đợi xung quanh."
Fallout Shelter trở thành ứng dụng iOS miễn phí phổ biến nhất tại Mỹ và Anh trong một ngày kể từ lần phát hành, và là tựa game iOS nổi tiếng nhất vào ngày 26 tháng 6 năm 2015. Tính đến ngày 12 tháng 6 năm 2016, Fallout Shelter đã có hơn 50 triệu người chơi. Giám đốc Studio Todd Howard ước tính họ đã có 75 triệu người chơi vào tháng 2 năm 2017. Nhờ vào sự thành công của Fallout Shelter mà studio đã bắt tay vào việc phát triển một bản game trên điện thoại di động thứ hai.